# Heli (llibert)
Heli (en llatí: Helius, en grec antic: Ἧλιος), va ser un llibert de l'emperador Claudi i administrador imperial de les rendes de la província d'Àsia.
Juntament amb el cavaller Publi Cèler, va ser l'agent que Agripina va utilitzar per deslliurar-se de Marc Juni Silà, procònsol de la província d'Àsia l'any 54. Durant el viatge de Neró a Grècia (67-68) va ser prefecte de Roma i Itàlia i va actuar com el mateix tirà que representava. Va fer matar Sulpici Camerí i el seu fill perquè havien heretat el cognom Pític que Neró volia per ell mateix per haver cantat als jocs Pítics. Es va enfrontar amb l'ordre dels equites o cavallers. Els seus edictes de multes, desterraments i mort foren emesos sense cap referència a l'emperador. A la caiguda de Neró va ser empresonat per ordre de Galba i conduït encadenat pel carrer, junt amb Locusta, l'enverinadora, Patrobi i altres criminals, i finalment tots executats.